# William Blandy
William Henry Purnell Blandy, född 28 juni 1890, död 12 januari 1954, var en amerikansk sjömilitär.
Blandy inträdde vid flottan 1909, blev konteramiral 1942 och viceamiral 1945. Blandy var en framstående artillerispecialist och blev 1941 chef för artilleriavdelningen inom arméledningen och anförtroddes 1946 ledningen över atomprovsprängningarna på bikiniatollen.